# 月雲
《月雲》是金庸晚年撰寫的自傳體散文式小說，全文只有3,300多字，講述1930年代在中國江南發生的一段往事，主人翁宜官正是金庸的小名，月雲是幼年服侍他的小丫頭。該文章首次刊登於2000年第一期的《收穫雜誌》時，是金庸自1972年封筆後，首次發表的全新體裁文章，引起了兩岸三地文壇注視，2007年5月收錄在台灣遠流出版社的《金庸散文集》內。

## 源起
《鹿鼎記》自1969年10月起在《明報》連載，1972年9月完成，在《後記》中金庸宣布從此封筆：「如果沒有特殊意外，這是我最後的一部武俠小說。」但他特意註明：「生命中永遠有特殊的意外。」
接近30年間，金庸除了修改過去作品和偶有發表評論文章外，絕少公開寫作；直到1999年，金庸擔任浙江大學文學院院長後，《收穫》雜誌希望金庸能為雜誌千禧年的第一期，撰寫一篇文章，得到金庸答允。這成了金庸首次答允中國大陸出版社的約稿，引起多方注目。
1999年12月，金庸寫信給收穫雜誌的編輯時說：「承邀給《收穫》撰寫『人生採訪』，至感榮幸，以一時未能找得適當的題材，致遲遲未能動筆，現草擬已成，唯自覺不滿，但貴刊截稿在即，當於12月10日前傳真奉上...文辭拙劣，不知可用否？請酌情辦理。」
這篇文章以《月雲》的名稱發表，屬於自傳體散文，回憶他和一個丫鬟的的生活插曲。從這位丫頭的點滴回憶中，金庸夫子自道，一家人是地主，雖然自覺從沒有虧待月雲，但她每天擔驚受怕、要捱餓、跟父母哭別，金庸說：「爸爸的田地是祖上传下来的，爸爸、妈妈自己沒有做壞事，沒有欺壓旁人，然而不自覺的依照祖上傳下來的制度和方式做事，自己過得很舒服，忍令別人挨餓吃苦，而無動於衷。」他又寫，宜官長大後，開始寫武俠小說，就是不想欺壓弱小。

## 後續
關於月雲的身分，文章並無進一步交代，只說日軍佔領了江南小鎮，家中長工和丫頭們星散了，再沒有月雲的消息，宜官跟家裡寫信時，不曾問起月雲。
不過，《嘉興日報》曾刊有一篇文章，撰寫人聲稱曾訪問金庸的弟弟和妹妹，說月雲其實是金庸的繼母顧秀英。她11歲時先伺候金庸的祖母，初時生得又黃又瘦，看起來很醜，幾年以後出落得水靈靈的，變得好看多了。20多歲時，月雲被母親領回後，又去了上海做女傭，後來為金庸父親續弦，生下良鉞、良楠、良斌、良根四子和良琪、良玟二女，1989年去世，享年77歲。 這一說法屬孤本，並無進一步資料核證。金庸在2007年出版的《金庸散文集》的後記中對《嘉興日報》中的不實報道做出了澂清。

## 外部連結
- 《月雲》文章